# Hermann Schnell (Politiker)
Hermann Schnell (* 25. März 1914 in Wien; † 1. Februar 2003 ebenda) war ein österreichischer Politiker (SPÖ) und Amtsführender Präsident des Stadtschulrates für Wien. Er war von 1970 bis 1971 Mitglied des Bundesrates und von 1971 bis 1983 Abgeordneter zum Nationalrat.

## Leben
Schnell besuchte von 1920 bis 1925 die Volksschule und von 1925 bis 1928 die Bürgerschule. Danach absolvierte er bis 1933 eine Lehrerbildungsanstalt und von 1933 bis 1934 das Pädagogische Institut der Stadt Wien. Schnell setzte seine Ausbildung von 1934 bis 1939 mit einem Studium der Philosophie, Germanistik, Anglistik und Geschichte an der Universität Wien fort, wobei er 1939 zum Dr. phil. promovierte. Zudem legte er die Lehramtsprüfung für Esperanto, die Lehramtsprüfung für Volks- und Hauptschulen in den Fächern Deutsch, Geographie und Geschichte sowie die Lehramtsprüfung für Höhere Schulen in den Fächern Deutsch, Philosophie und Englisch ab.
Bereits ab 1937 arbeitete Schnell als Volksschullehrer, 1940 bis 1945 diente er im Zweiten Weltkrieg, wobei er zeitweise in Gefangenschaft in Deutschland war. Nach seiner Rückkehr war er 1946 als Hauptschullehrer tätig, danach war er zwischen 1947 und 1948 Professor an einer Lehrerbildungsanstalt. Er wurde 1949 Hauptschuldirektor der Übungsschule des Pädagogischen Instituts und wechselte 1951 als Direktor an das Pädagogische Institut der Stadt Wien, das er bis 1969 leitete. Zudem war er von 1956 bis 1964 Bezirksschulinspektor und von 1962 bis 1969 Landesschulinspektor. Danach war er von 1969 bis 1980 Amtsführender Präsident im Stadtschulrat für Wien. Schnell wirkte zudem als Lehrbuchautor und verfasste pädagogische Schriften, 1968 wurde ihm der Berufstitel Hofrat verliehen.
Neben seiner beruflichen Tätigkeit war Schnell Obmann des Zentralvereins der Wiener Lehrerschaft sowie Bundesobmann und Bundesobmann-Stellvertreter des Sozialistischen Lehrervereins Österreichs. Er vertrat die SPÖ Wien vom 15. Dezember 1970 bis zum 21. Oktober 1971 im Bundesrat und war danach zwischen dem 4. November 1971 und dem 10. Jänner 1983 Abgeordneter zum Nationalrat.
Schnell wurde am Neustifter Friedhof bestattet.

## Auszeichnungen
- Großes Goldenes Ehrenzeichen für Verdienste um die Republik Österreich
Ehrenzeichen